# Souel
Souel település Franciaországban, Tarn megyében. Lakosainak száma 172 fő (2022. január 1.). Souel Amarens, Cordes-sur-Ciel, Donnazac, Frausseilles, Livers-Cazelles és Noailles községekkel határos.

## Népesség
A település népessége az elmúlt években az alábbi módon változott:
| Lakosok száma | 189  | 176  | 173  | 165  | 165  | 165  | 166  | 169  | 172  |
|               | 2013 | 2015 | 2016 | 2017 | 2018 | 2019 | 2020 | 2021 | 2022 |